# Iglesia de San Pedro (Riga)

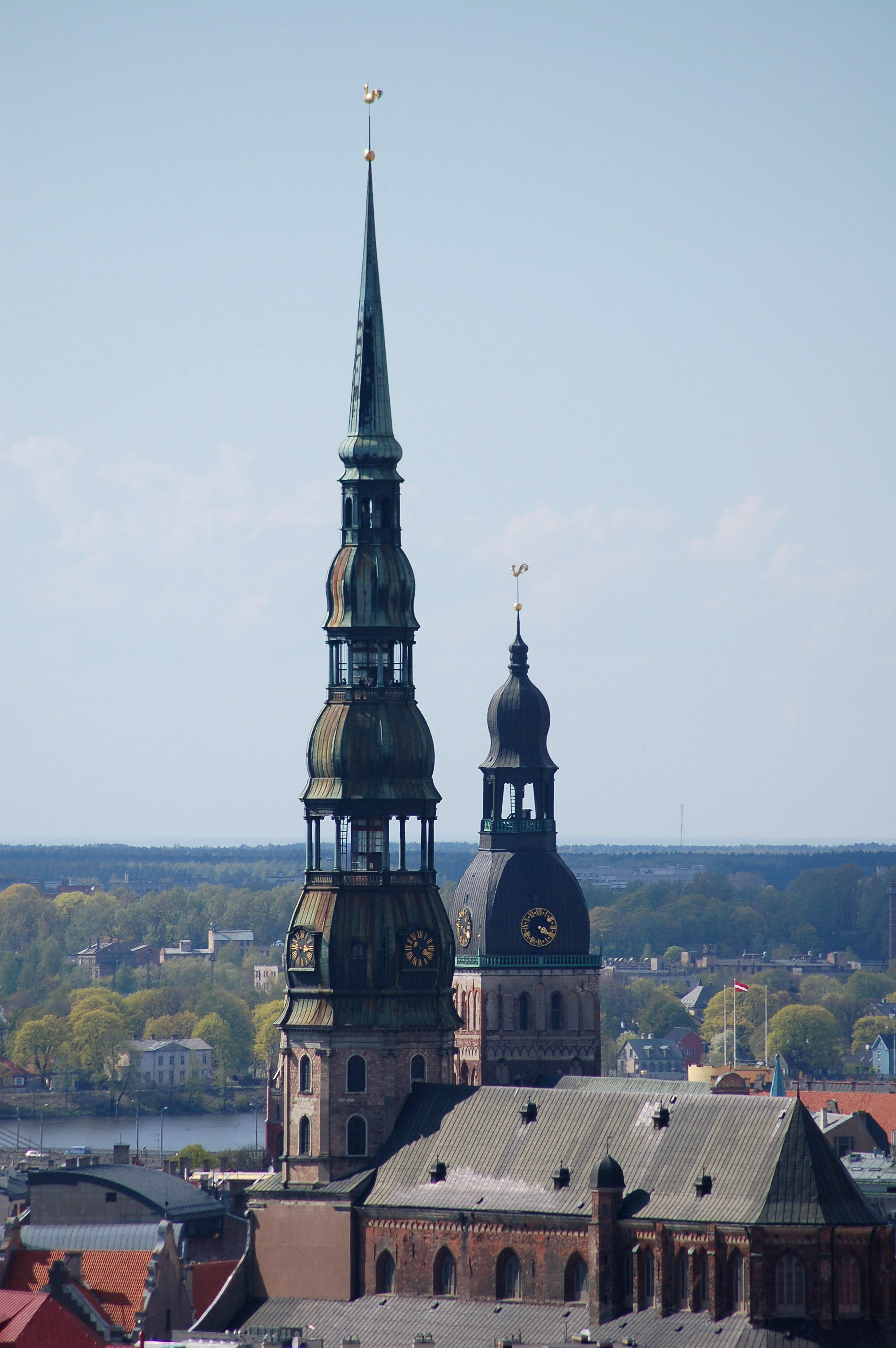
Vista de las torres de Riga: la torre del campanario es la primera.

La iglesia de San Pedro (en letón: Svētā Pētera evaņģēliski luteriskā baznīca) es una iglesia luterana de Riga, la capital de Letonia, dedicada a San Pedro. Es una iglesia parroquial de la Iglesia Evangélica Luterana de Letonia.

## Historia
La primera mención de la iglesia de San Pedro se encuentra en registros que datan de 1209. La iglesia era una construcción de mampostería y que por lo tanto resultó sin daños en un incendio de la ciudad de Riga ese año. La historia de la iglesia puede dividirse en tres períodos distintos: dos periodos asociados con los estilos de construcción: románico y gótico, y el tercero con el período del barroco temprano. La sección central de la iglesia fue construida durante el siglo XIII, que comprende el primer período. Los únicos restos de este período se encuentran en las paredes exteriores de la nave y en el interior de unos pocos pilares de la nave central, alrededor de los cuales se construyeron más tarde grandes pilares.

## Segundo período de construcción
El segundo período se remonta a 1408-1409, cuando el maestro constructor Johannes Rumeschottel  supervisó desde Rostock la construcción del santuario, basado en la Iglesia de Santa María de Rostock. El santuario estaba casi terminado en 1409, pero debido a la guerra polaco-lituano-teutónica fue terminado y consagrado solo en 1419. Otras obras fueron interrumpidas por la peste en 1420 y se reanudaron en la década de 1430. La iglesia del siglo XIII fue reconstruida en 1456-1466 para acomodarse al nuevo santuario. Ambas construcciones se unieron en la década de 1470, creando así una poderosa iglesia basilical con tres naves y ornamentados techos abovedados. El viejo campanario fue sustituido en 1456, y se colgó una campana en la torre nueva en 1477. En 1491, se añadió a la torre un campanario octogonal de 136 m, que, junto con la fachada de la iglesia, dominó la silueta de Riga. La torre se derrumbó el 11 de marzo de 1666, destruyendo un edificio vecino y enterrando a ocho personas entre los escombros. La piedra angular de una nueva torre se colocó el 29 de junio de 1667.

### Tercer período de construcción

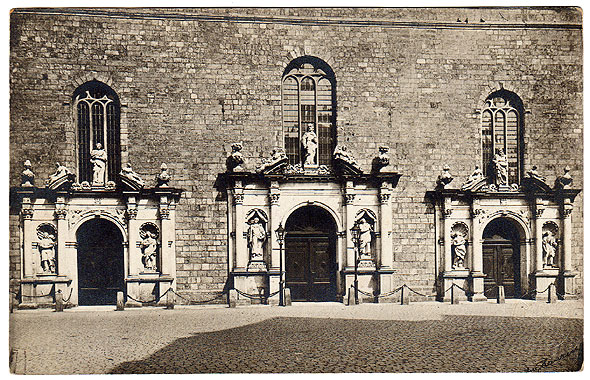
Tres portales idénticos realizados por Bindenshu y Andreas Peterman se añadieron en 1692.

El tercer período de construcción duró de 1671 a 1690, con la construcción de la fachada occidental y de la nueva torre. La cubierta, los techos abovedados y el amueblamiento también fueron renovados durante este tiempo. Jacob Josten, el maestro constructor de Riga de origen holandés, diseñó la torre y supervisó su construcción, que se inició en abril de 1671 por el maestro albañil Heinrich Henicke. Josten fue sustituido en 1675 por Rupert Bindenshu (1645-1698), el siguiente maestro de obras de Riga. La torre se terminó en 1677, pero, junto con el interior de la iglesia, fueron destruidos el 21 de mayo de 1677 durante un incendio de toda la ciudad. Bindenshu supervisó las reparaciones subsiguientes en 1677-79: techos de madera abovedados reemplazaron a los antiguos techos abovedados de mampostería, y el tejado, las ventanas, el interior y el mobiliario fueron sustituidos o renovados. El primer servicio religioso en la iglesia reformada se llevó a cabo el 14 de septiembre de 1679.
La renovación de la torre se inició en 1686 y fue diseñada por el ingeniero de la ciudad Friedrich S. von Dahlen. El Ayuntamiento no aprobó la torre a medio terminar, por lo que fue demolida en 1688. Se construyó luego una nueva, diseñada por Bindenshu, de 64,5 m y con cubierta de cobre. El 10 de mayo de 1690 se colocaron sobre la torre una esfera y un gallo. Esta torre fue la construcción de madera más alta de Europa en aquel momento.
La fachada occidental de la iglesia también se modificó a finales del siglo XVII. La construcción de ladrillo fue cubierta con piedra caliza rojiza de Salaspils y Koknese, y la fachada fue decorada con volutas, pilastras, cornisas, jarrones y fronteras hechas con piedra de la isla de Gotland. En 1692 el Ayuntamiento de Riga aprobó un proyecto de Bindenshu y el albañil Andreas Peterman para tres portales idénticos. El comerciante Klaus Mistett financió los portales, que fueron construidos por H. Henneken, Johann Daniel Schauss, Johann Gerwin y otros escultores. Los portales fueron decorados con esculturas de piedra caliza de estilo barroco. En 1694 L. Martini instaló un nuevo reloj en la torre con un glockenspiel de Ámsterdam.

### Primera reconstrucción
La remozada iglesia sirvió tan sólo durante 29 años, ya que el 10 de mayo de 1721 cayó un rayo y prendió fuego a la torre y la iglesia. Solo la iglesia y las paredes de la torre quedaron en pie tras el incendio. La reconstrucción de la iglesia comenzó inmediatamente bajo la dirección del maestro carpintero Tom Bochum y del maestro albañil Kristofer Meinert. En 1723 el edificio ya tenía un tejado provisional. Johann Heinrich Wilbern se hizo cargo de la supervisión del proyecto en 1740, y bajo su dirección se levantó en 1746 un nuevo campanario de 69,6 m. El campanario fue cubierto con placas de cobre y el gallo fue dorado en 1746-1747.
Christoph Haberland, arquitecto jefe de Riga, diseñó un nuevo púlpito de mármol para la iglesia, que fue construido en Italia en 1793. En 1794 Haberland restauró los techos abovedados de madera en las secciones centrales de la nave. Las paredes interiores fueron enlucidas y las secciones inferiores de los pilares fueron recubiertas con paneles de roble en el año 1885, bajo la dirección del arquitecto Reinhold Georg Schmaeling (1840-1917).

### Segunda reconstrucción
El fuego de artillería destruyó la iglesia el 29 de junio de 1941. La conservación y restauración empezaron en 1954 con la investigación del arquitecto Pēteris Saulītis. Las obras se llevaron a cabo desde 1967 hasta 1983 bajo la dirección de Saulītis y del arquitecto Gunārs Zirnis. Primero se renovó la estructura metálica de la torre. Un gallo —una precisa reproducción del anterior gallo y el séptimo gallo en total— se colocó encima de la torre el 21 de agosto de 1970. El renovado reloj de la torre comenzó a funcionar en julio de 1975. De acuerdo a la tradición, solo tiene la aguja de las horas. La música de campanas comenzó en 1976, y toca la melodía popular letonan "Rīga dimd" cinco veces al día y las campanas cada hora. La torre cuenta con un ascensor que permite a los visitantes disfrutar de una visión de Riga desde una altura de 72 m. La remodelación del interior de la iglesia terminó en 1984. La empresa polaca "PKZ" restauró la fachada principal y los portales en 1987-1991. La congregación luterana letona de San Pedro reanudó los servicios religiosos en 1991, y la iglesia fue devuelta a sus anteriores propietarios, la Iglesia Evangélica Luterana de Letonia, el 4 de abril de 2006.

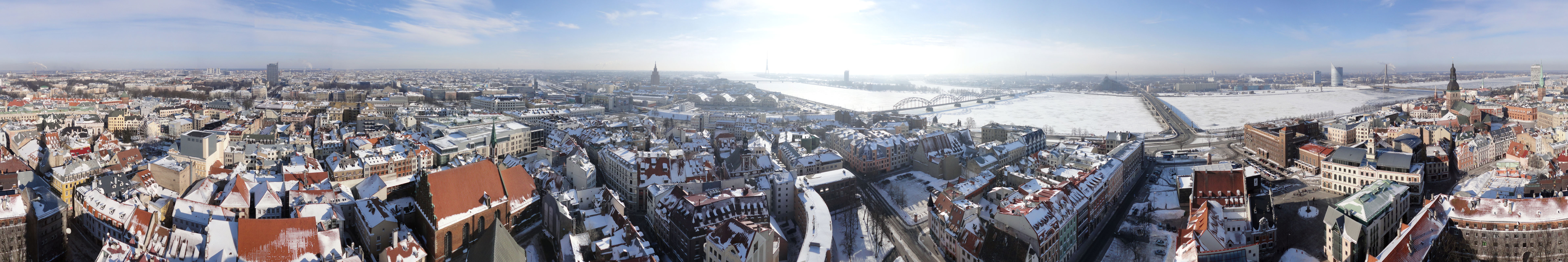
Vista panorámica de 360° desde la iglesia de San Pedro, Riga

## Música
Johann Gottfried Müthel sirvió como organista en esta iglesia desde 1767 hasta 1788, fecha de su muerte. Müthel es conocido por haber sido el último discípulo de Johann Sebastian Bach.

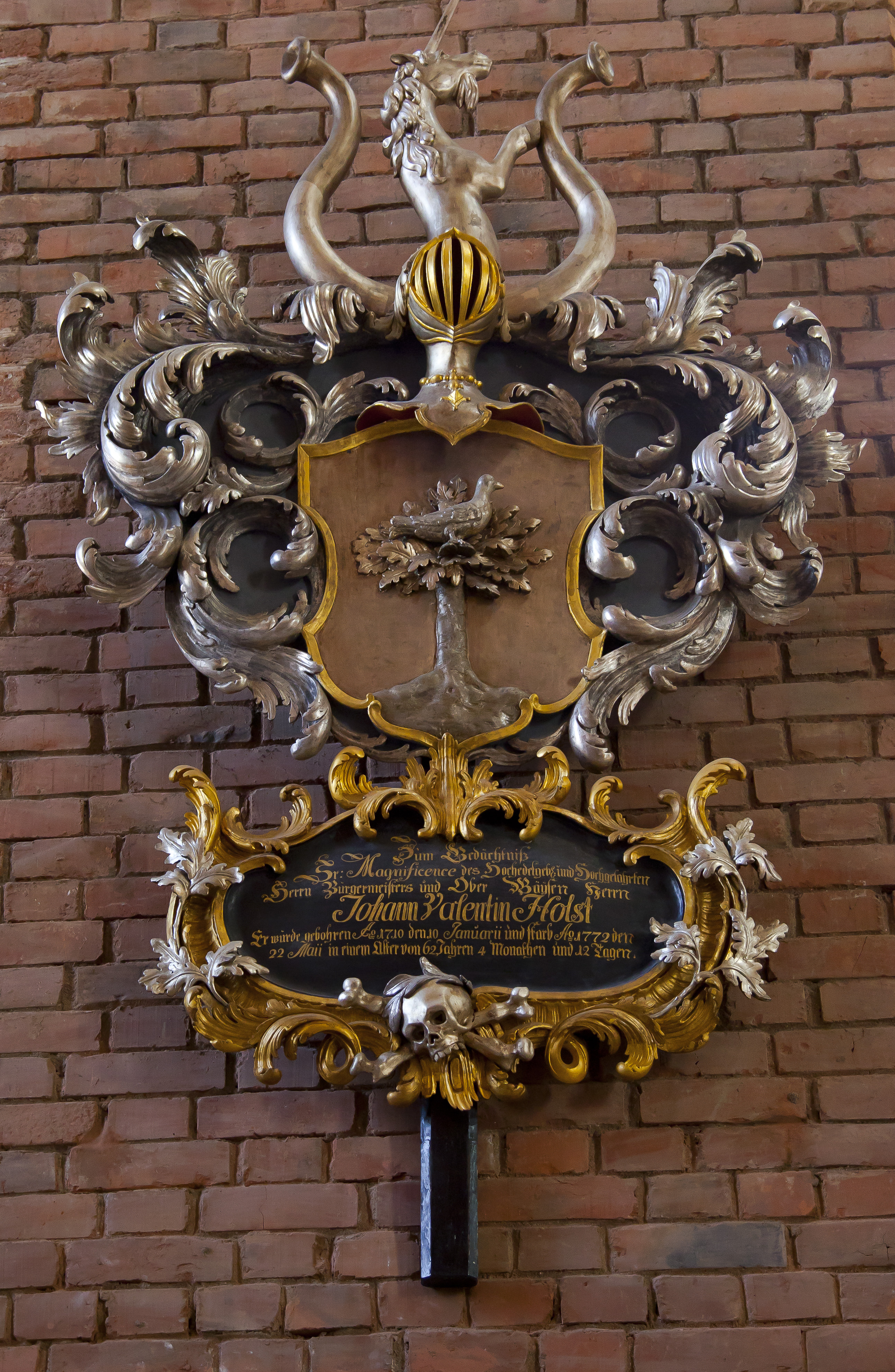
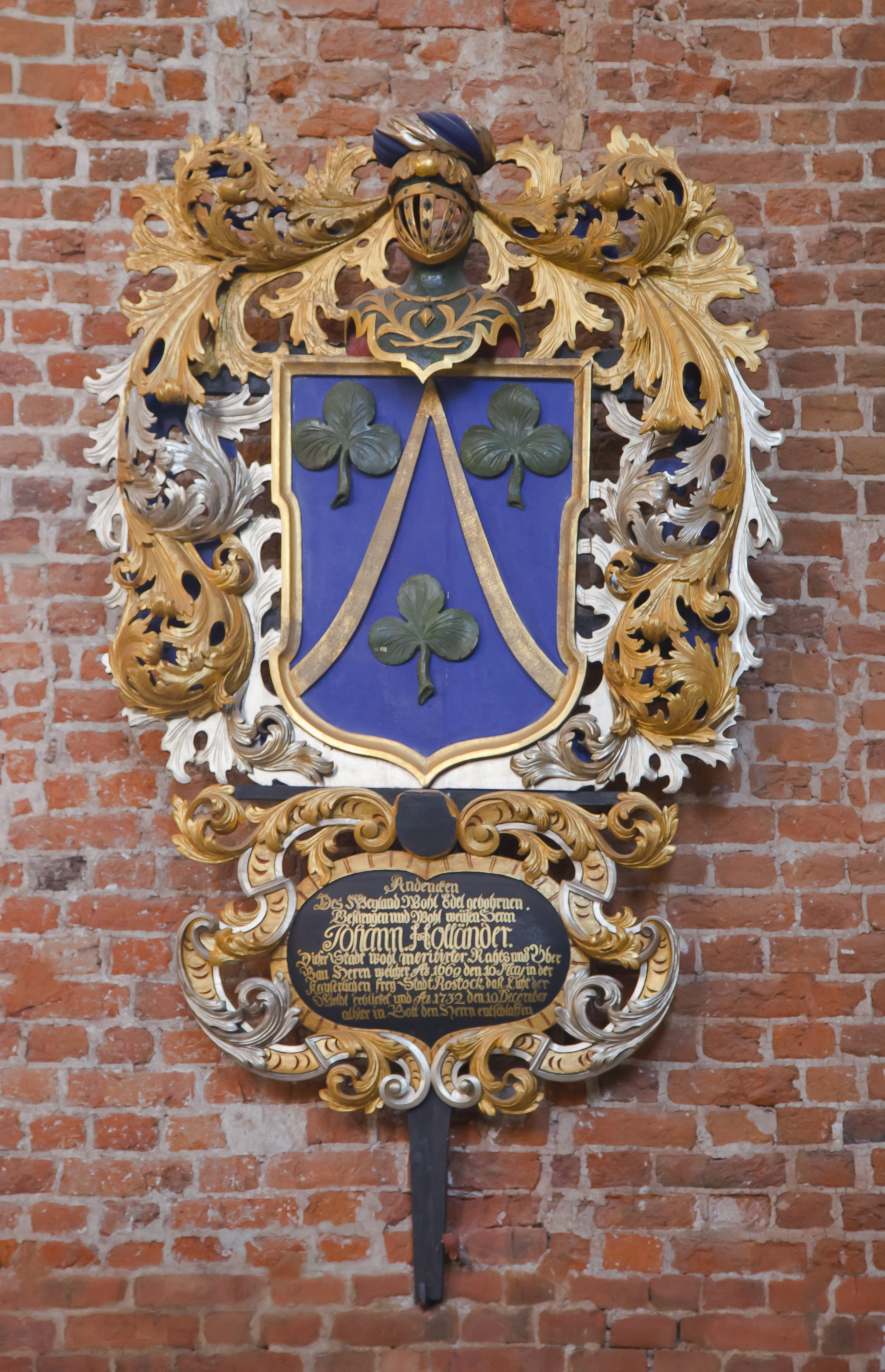
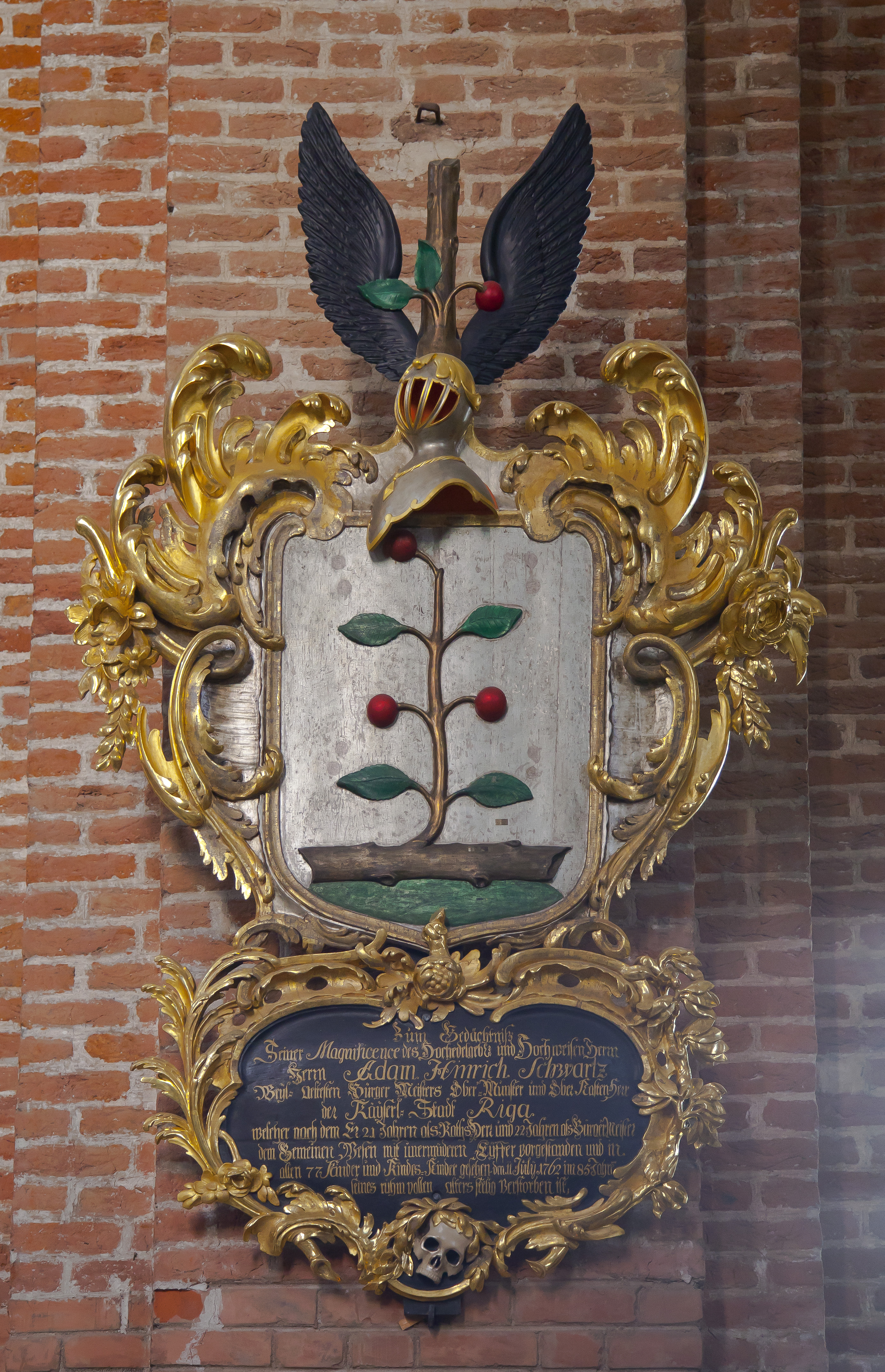
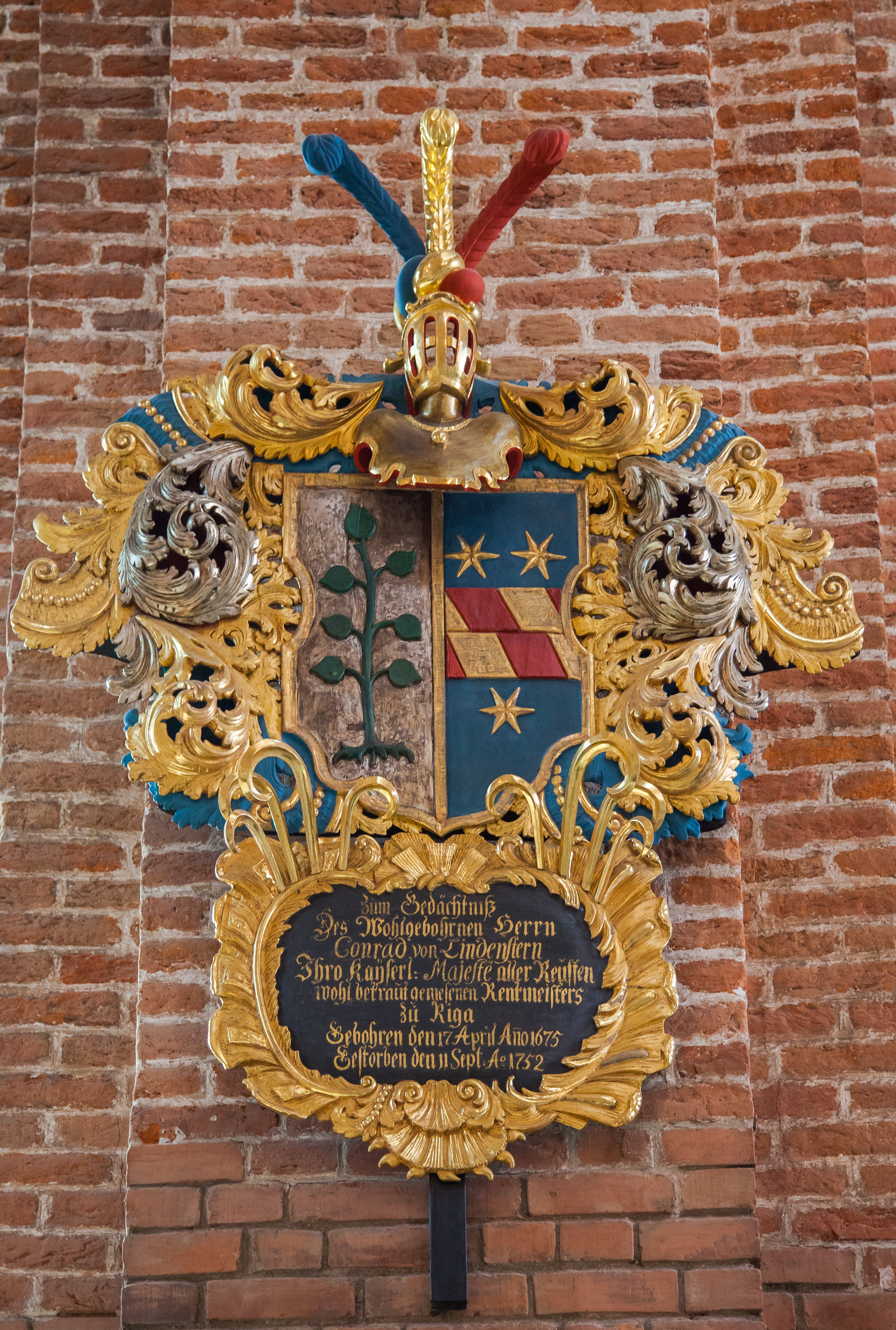
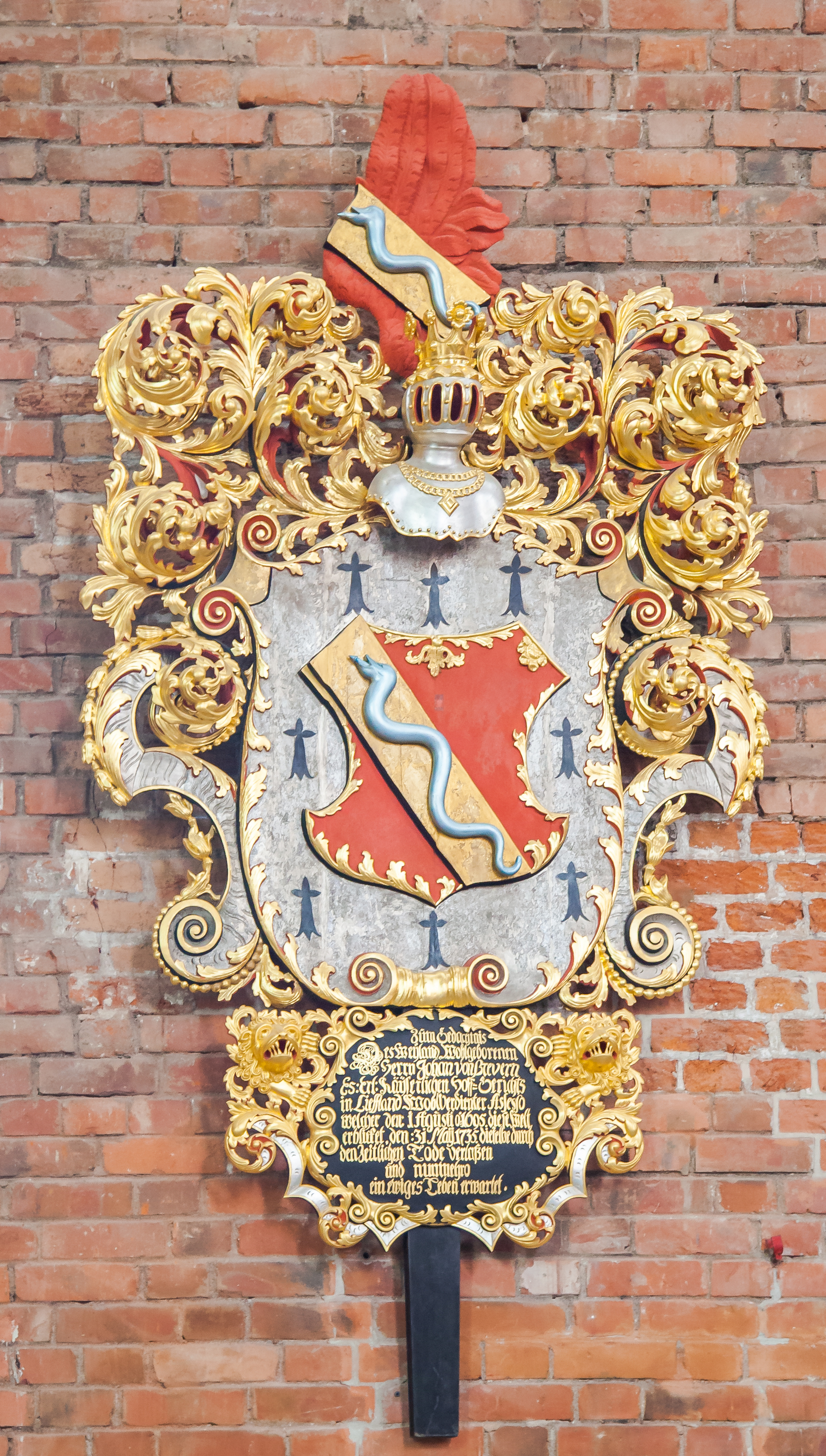
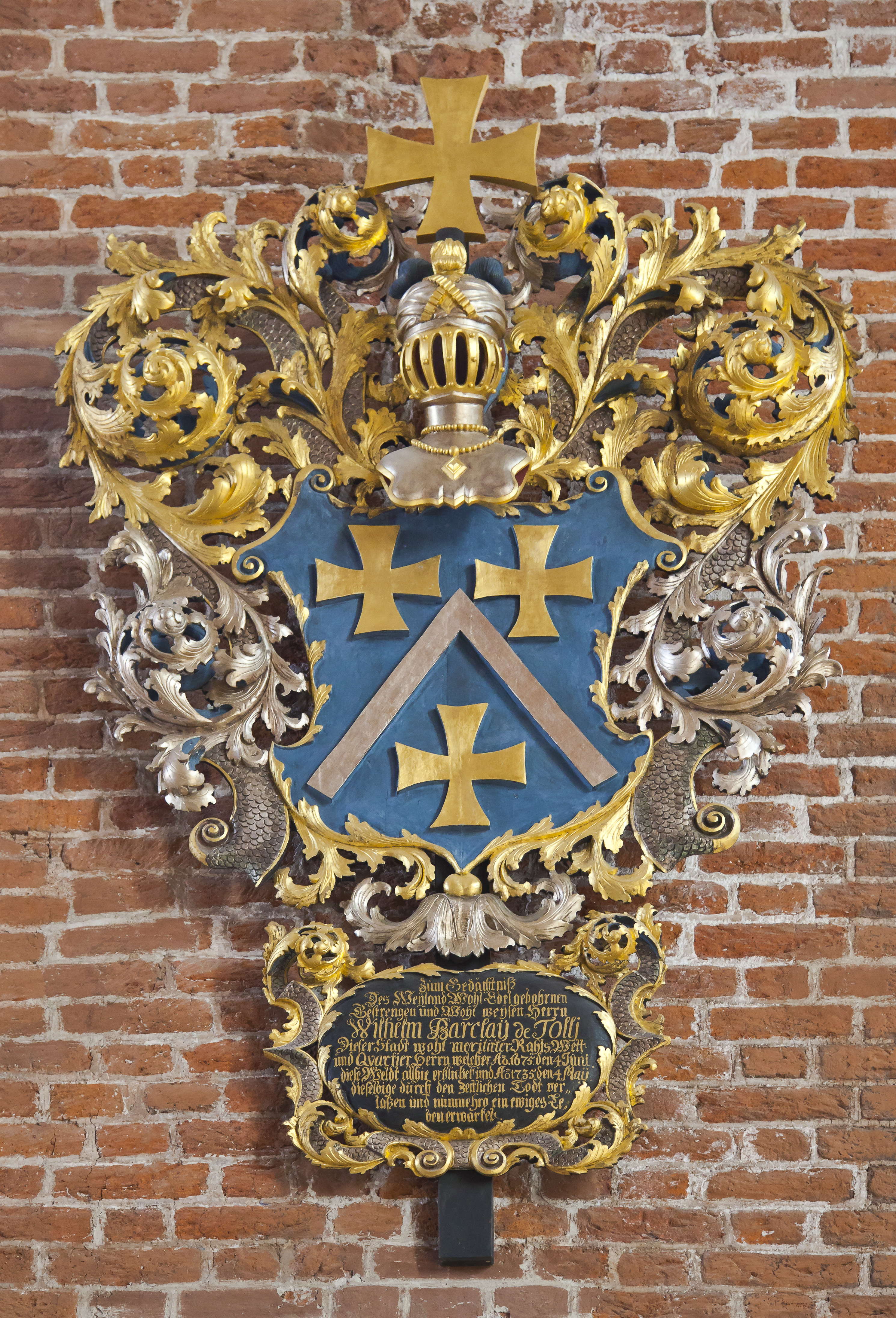
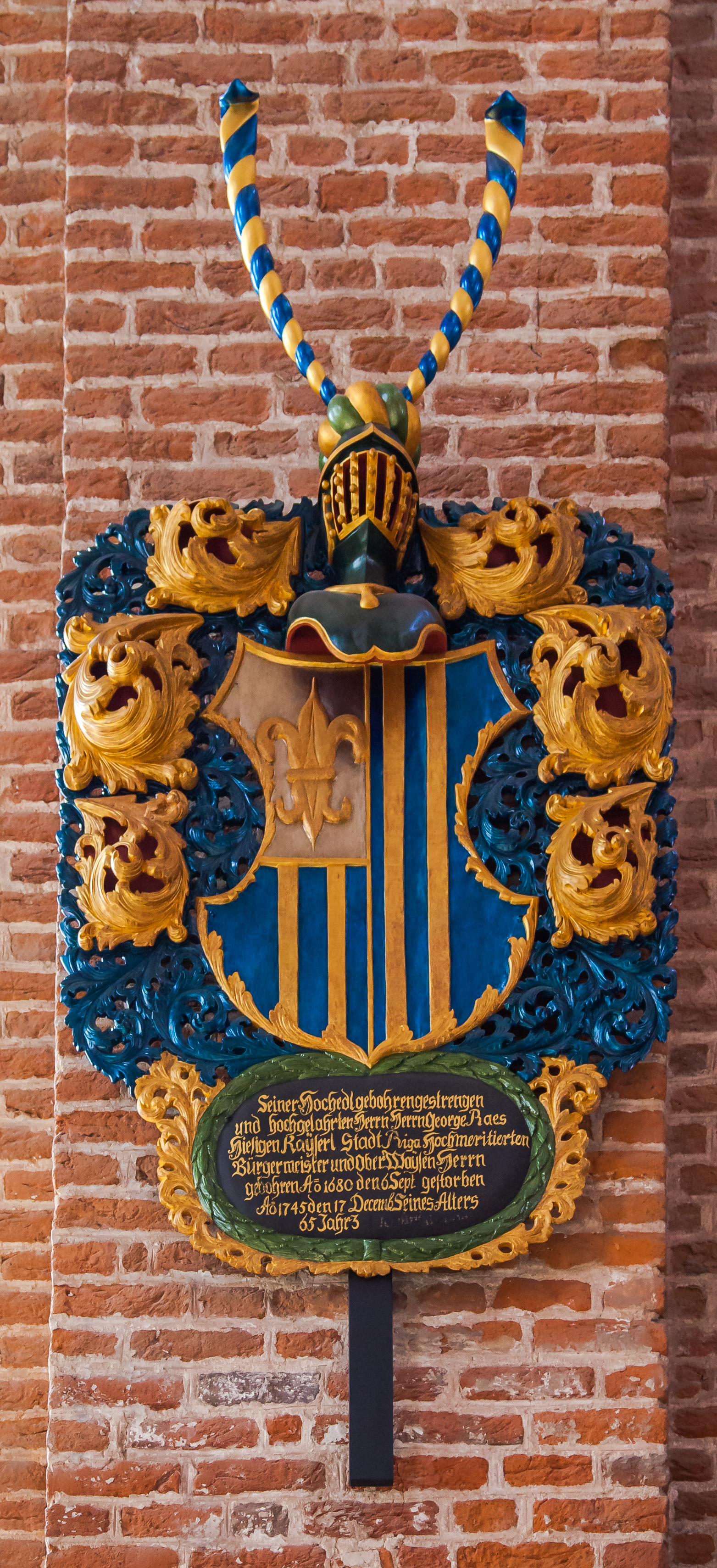
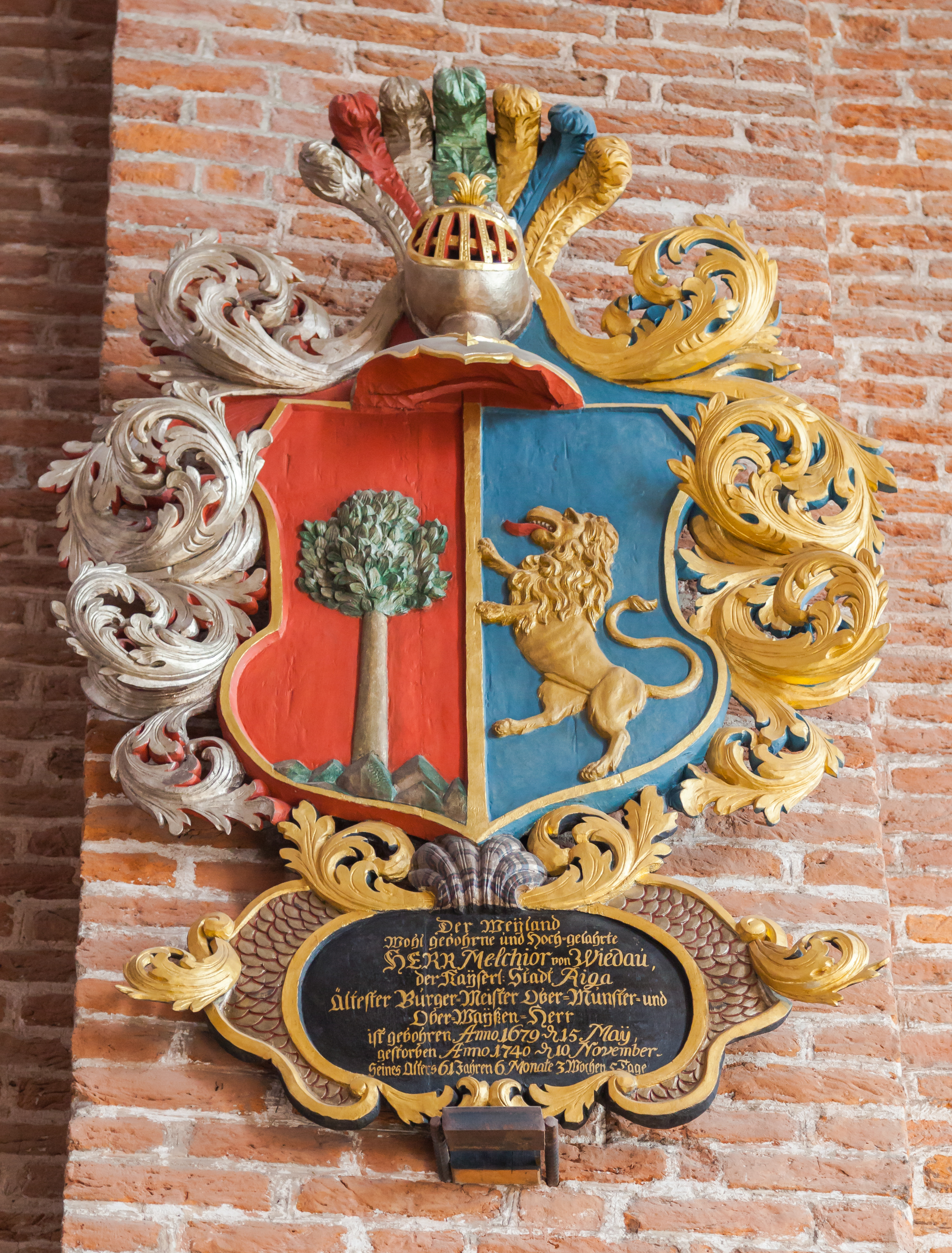
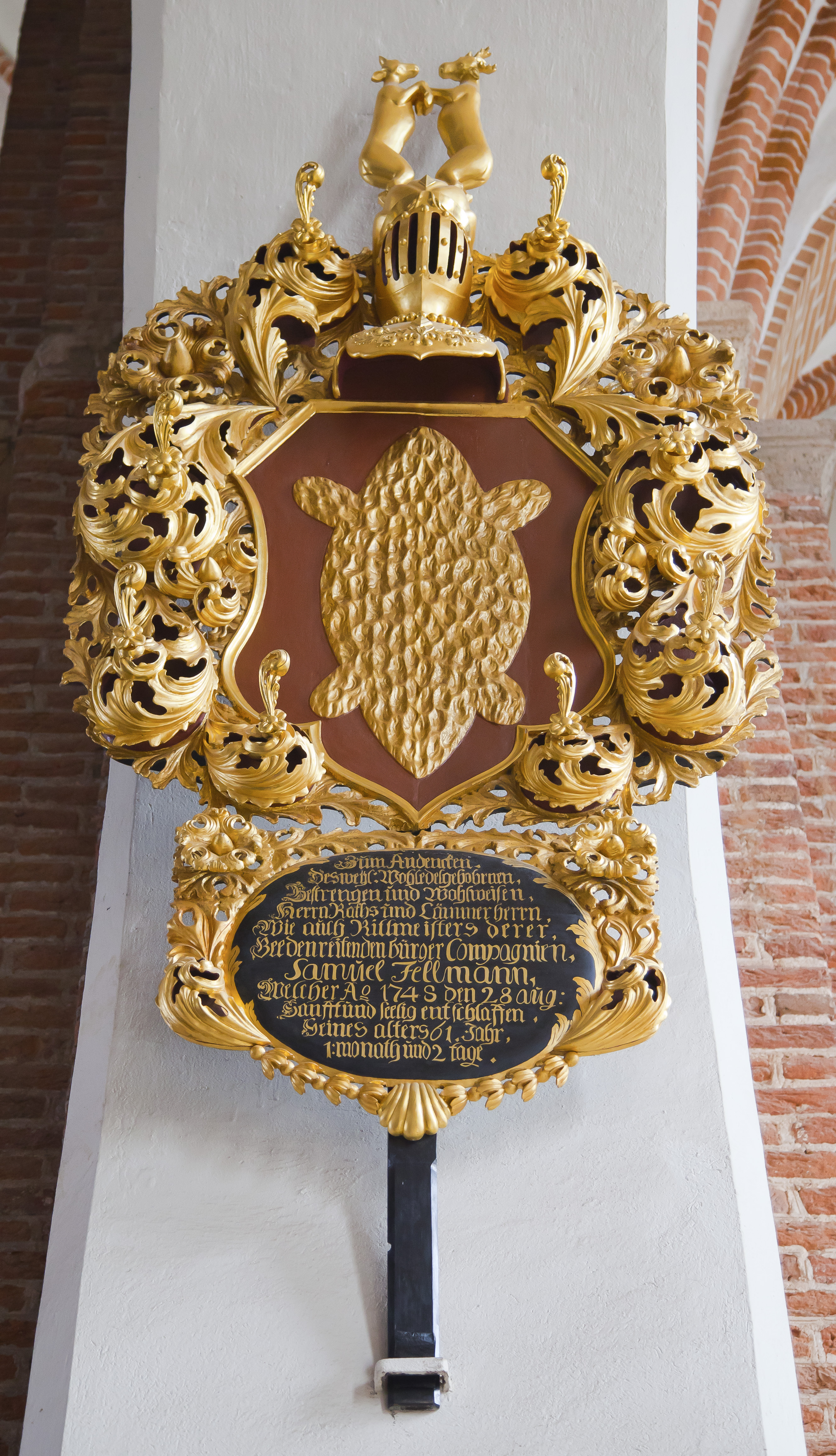
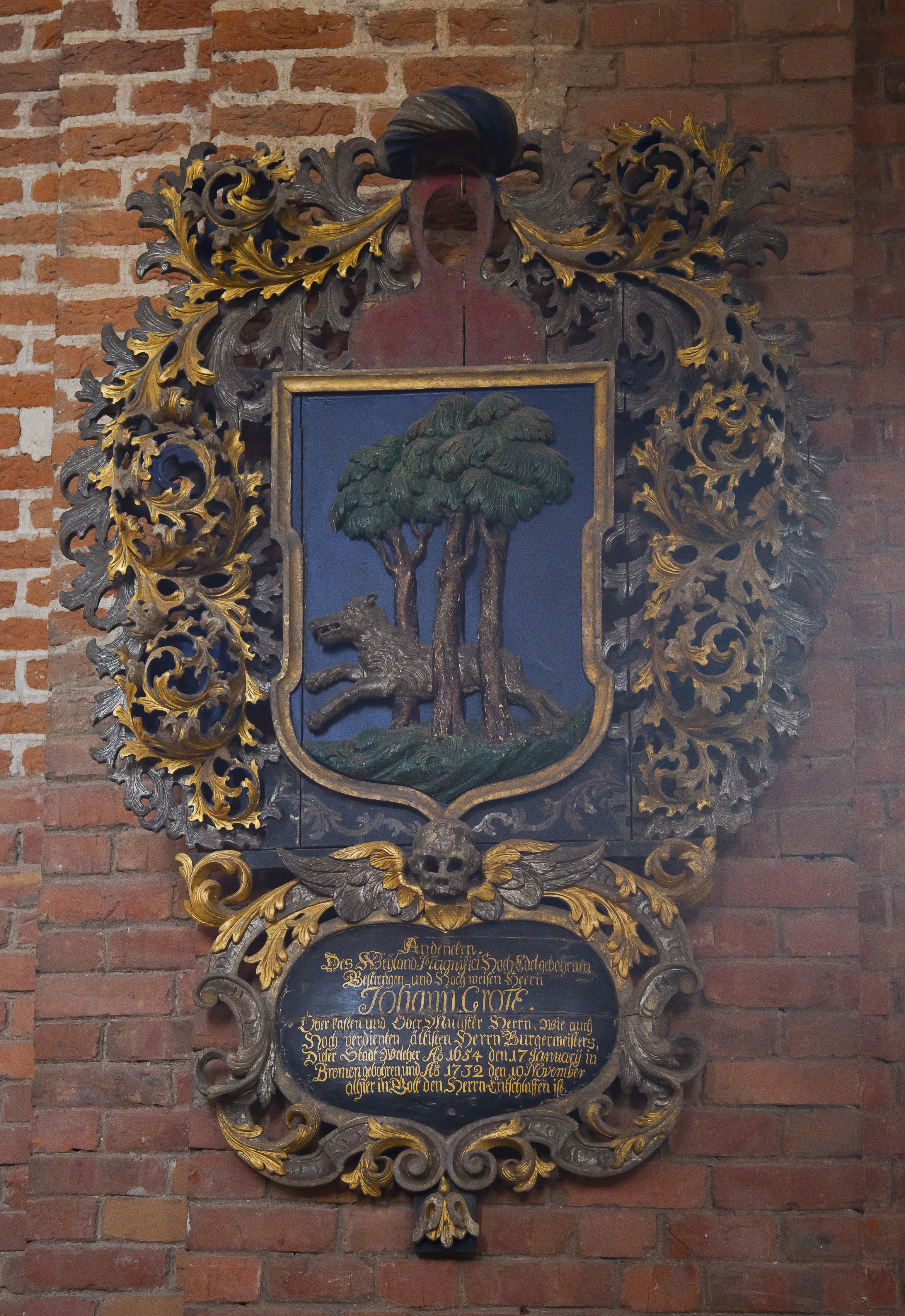
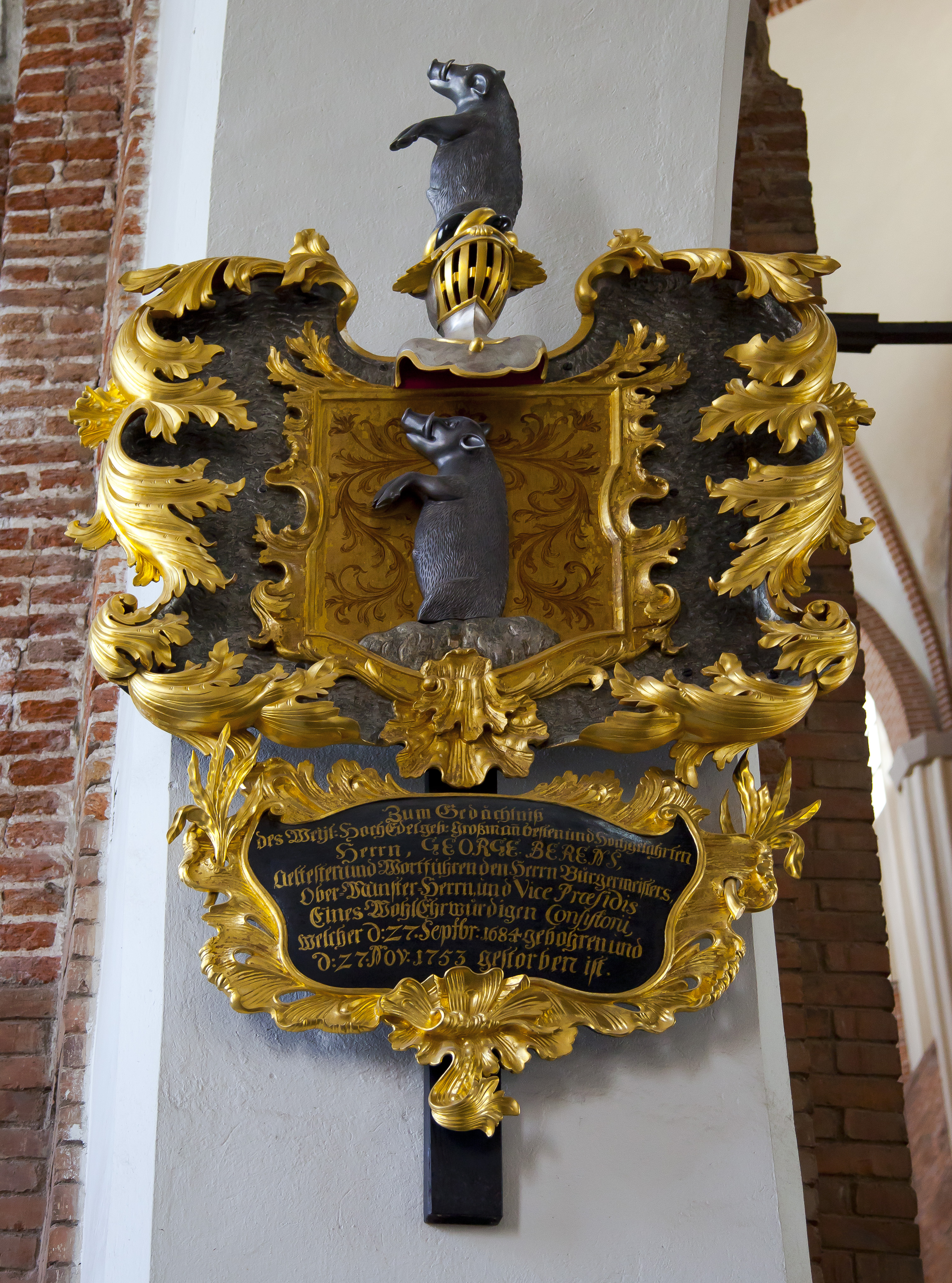
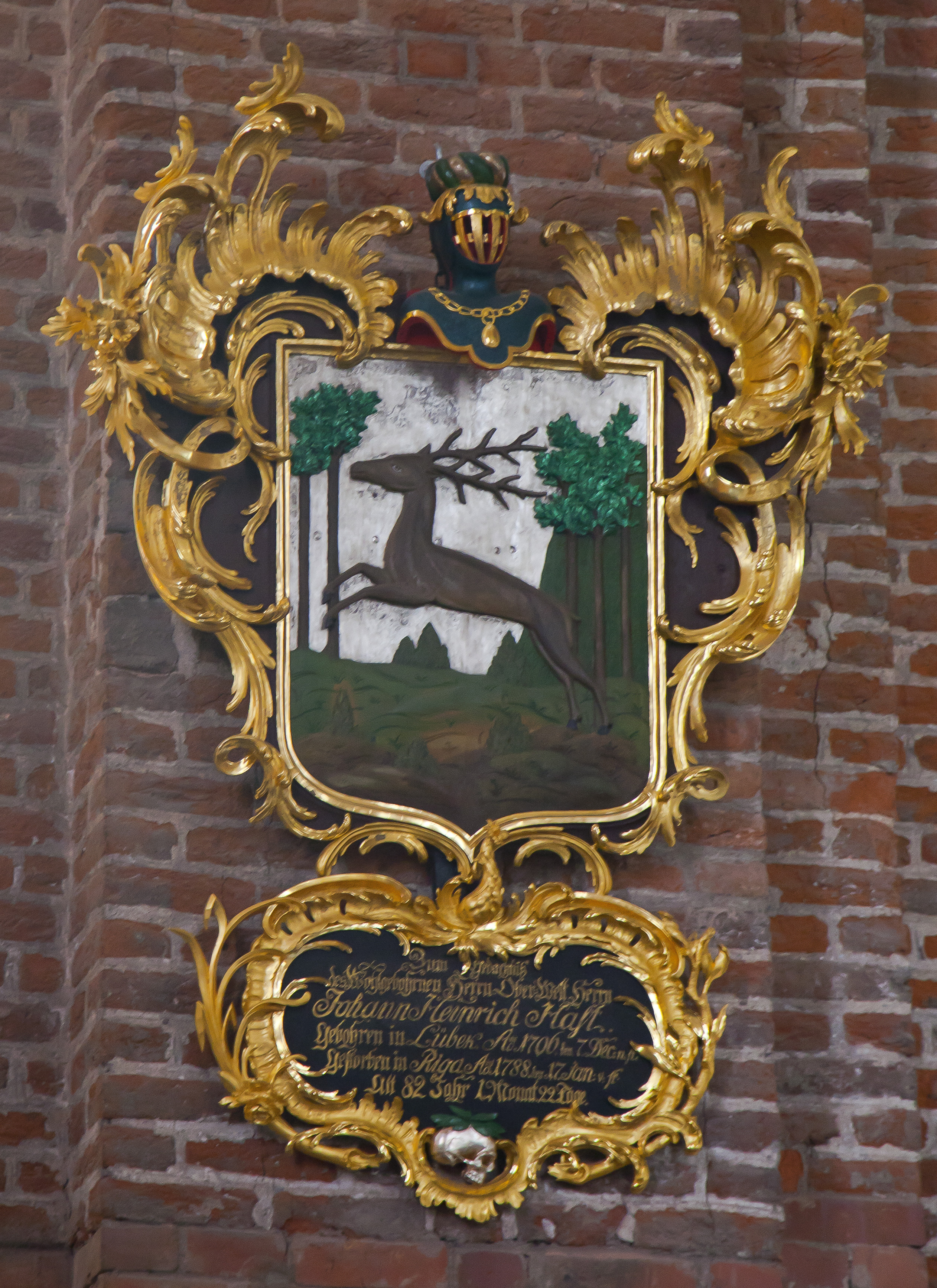
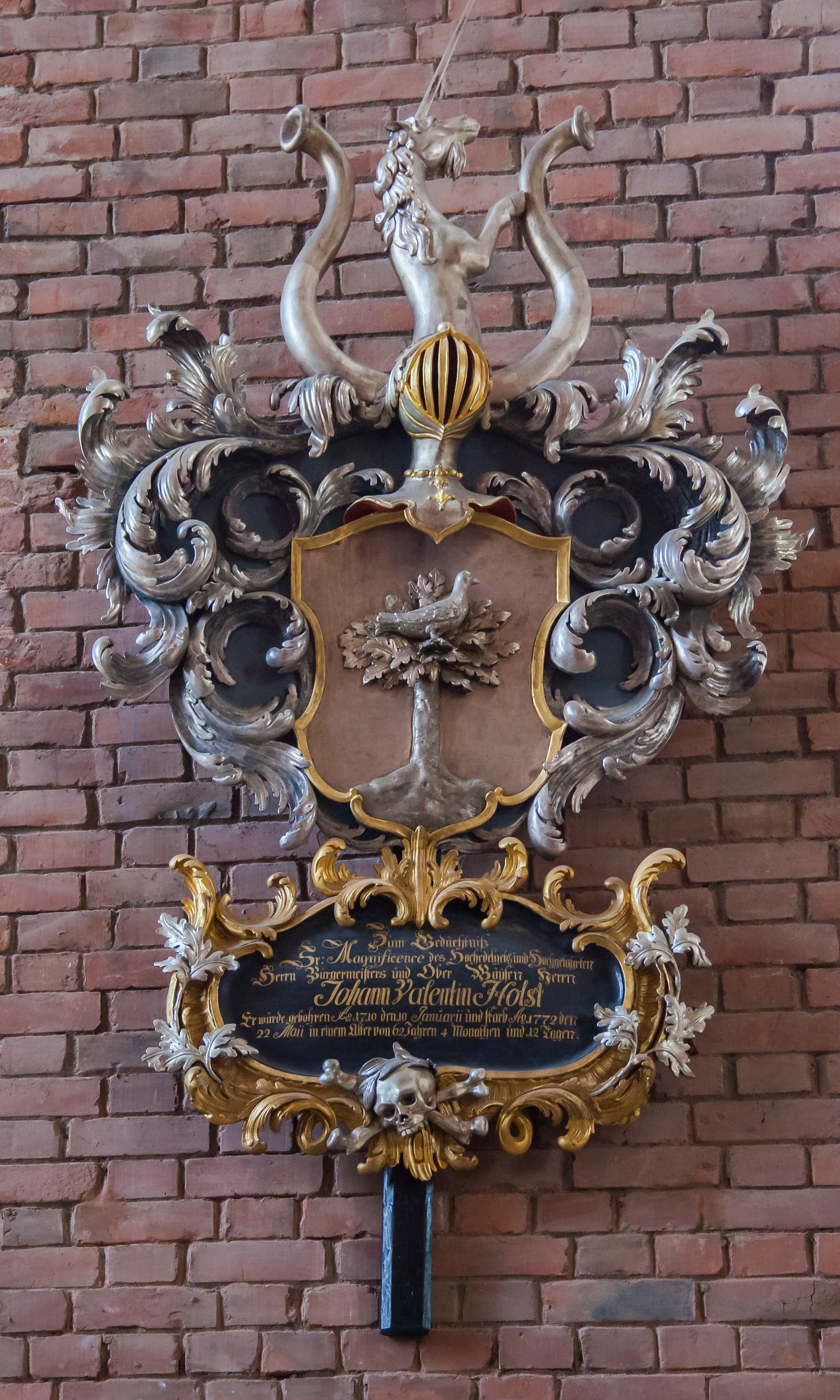

Galería de imágenes
Escudos de armas en la iglesia